# Csurka Péter
Csurka Péter (Békés, 1894. július 6. – Balatonalmádi, 1964. szeptember 29.) újságíró, író.

## Élete
Csurka Péter és Domokos Julianna fiaként született békési parasztcsaládban. 1913-ban érettségizett a Békési Református Főgimnáziumban, majd Nagyváradon jogot hallgatott, de tanulmányait az első világháború miatt nem fejezte be, hanem bevonult katonának, és főhadnagyként szerelt le. Ezután visszatért Nagyváradra, ahol megnősült és megszületett első gyermeke, ifj. Csurka Péter, aki rákban halt meg. Később feleségül vette Bodnár Erzsébetet, Bodnár János nagyváradi iskola-, majd könyvtárigazgató lányát. 1928-ban született közös fiuk, Csurka Attila (1928–1934), aki hatévesen vörhenyben halt meg. 1929-ben Nagyváradról átköltözött Budapestre. Könyvügynök, majd a Magyar Általános Hitelbank tisztviselője lett. Elbeszélései és kisregényei 1930-tól jelentek meg a fővárosi lapokban és folyóiratokban. 1934-ben megszületett István, majd 1936-ban László nevű fia.
Az 1940-es évek elején már a Friss Újság belső munkatársa volt. Erdély visszacsatolása után, 1941-ben ismét Nagyváradra költözött családjával, és alapított egy rum- és likőrgyárat. E befektetése jó megélhetést biztosított családjának, azonban 1944-ben kénytelen volt elhagyni Váradot, majd Budapest és Kőszeg érintésével az Alpokon át, egy München melletti kis bajor faluban, Lichtigben telepedtek meg. A második világháború végén amerikai fogságba esett, de hamarosan visszaindulhatott Magyarországra. Nagyváradra már nem tudott eljutni, az akkori igazolóbizottság nem tette lehetővé, hogy Budapesten telepedjen le, így ismét Békésre költözött. 1955 táján újra próbálkozott az írással, és 1957-től kezdett ismét publikálni különböző lapokban és folyóiratokban. 1964-ben autóbalesetben vesztette életét.

## Díjai, elismerései
1932-ben megnyerte a Nemzeti Színház Kamaraszínházának Nagydíját.

## Munkássága
Első írásai a harmincas évek elején tűntek fel a fővárosi lapokban és folyóiratokban. Novellákat, tárcákat írt a Tolnai Világlapjába, Friss Újságba és a Pesti Hírlapba. Álnéven kis pénzért (ötven-száz pengőért) ponyvákat is írt. Eredeti hangvétele, békési zamatú humora hamarosan népszerűséget szerzett neki. Főbb művei:
- Álomlovag (novellák, versek, Budapest, 1930)
- A nagy bosszú, regény, Gong 33., Budapest, 1933, 63 oldal
- Rab Mátyás szerelme (regény, 1935)
- Zsófika (színmű, 1936)
- Bolond szerelem / A pénzeszsák ( regény, Budapest, 1936)
- Eszter (színmű, 1937)
- A sárdombi háború (1937)
- Ki vagyok én? (regény, Budapest, 1939)
- A két strázsa (1939)
- Jegenyék (novellák, Budapest, 1964)